# Lenguas valyrias
Las lenguas valyrias son una familia de lenguas construidas (lenguas ficticias) usadas en la serie de novelas fantásticas Canción de hielo y fuego de George R. R. Martin, y su adaptaciones televisivas  Juego de Tronos , La casa del dragón.
En las novelas, se mencionan frecuentemente el alto valirio y las lenguas descendientes de él, aunque su estructura lingüística y su vocabulario no se desarrolla más allá de unas pocas palabras. Para la adaptación televisiva, el lingüista David J. Peterson desarrolló un vocabulario y algunos paradigmas gramaticales para el «alto valirio», así como para la lengua derivada conocida como «valirio de Astapor», inspirándose en algunos fragmentos de estas lenguas reflejados en las novelas.

## Alto valirio
En el mundo ficticio de Canción de hielo y fuego, el alto valirio ocupa un lugar cultural semejante al latín en la Europa medieval. Las novelas lo describen como una lengua clásica que no se usa en la comunicación cotidiana, sino que se emplea como lengua culta en la educación y es conocida por la nobleza de Essos y Westeros (Poniente), existiendo una importante tradición literaria y bárdica en valirio.

### Desarrollo
Con el objetivo de crear el dothraki y las lenguas valirias en la forma hablada que aparece en Juego de Tronos, HBO seleccionó al lingüista David J. Peterson por medio de una competición entre "constructores" de lenguas (conlangers). Los productores concedieron amplia libertad a Peterson para desarrollar estas lenguas, ya que según Peterson, el propio autor de las novelas George R. R. Martin no estaba demasiado interesado en los aspectos lingüísticos del trabajo del desarrollador. Las novelas ya publicadas solo incluyen un puñado de palabras en «alto valirio», incluyendo el célebre valar morghulis ('todos los hombres deben morir'), valar dohaeris ('todos los hombres deben servir') o dracarys ('fuego de dragón'). Para la novela futura The Winds of Winter, Peterson ha proporcionado a Martin algunas traducciones al valirio que serán usadas por el autor.
Las frases valar morghulis y valar dohaeris, se convirtieron en la base de algunas terminaciones gramaticales de la lengua. Otra palabra, trēsy, que significa 'hijo', fue acuñada a partir del nombre del seguidor  número 3000 de Peterson en Twitter.

### Escritura y vocabulario
En un inicio Peterson no creó un sistema de escritura específico para el alto valirio, pero estuvo considerando la posibilidad de crear algo similar al sistema jeroglífico egipcio, no en apariencia pero sí en términos funcionales. Sin embargo, en la tercera temporada en el episodio The Bear and the Maiden Fair, se muestra a Talisa escribiendo una carta en valirio mediante alfabeto latino, ya que de acuerdo con Peterson, «no merece la pena crear todo un sistema de escritura para lo que es sólo una instantánea momentánea».
Para sorpresa de muchos aficionados del universo de George R.R. Martin, Peterson para la serie precuela, La Casa del Dragón, si elaboró un sistema de escritura (Nekesse Valyrio). Es una escritura mixta que se compone de un componente logográfico (“icónico”), un componente abyádico (“alfabético”) y un componente gramatical (“paradigmático”), que a menudo se utilizan junto con  unos a otros.  Los caracteres individuales que componen el sistema se denominan "glifos" (nekesse, singular nekes ("glifo")). 

Actualmente el vocabulario creado del alto valirio consta aproximadamente de unas 2000 palabras.

## Descripción lingüística

### Fonología
El cuadro de fonemas consonánticos del alto valirio está formado por las siguientes unidades:
|             | Labial       | Coronal              | Palatal            | Velar                 | Uvular                | Glotal |
| ----------- | ------------ | -------------------- | ------------------ | --------------------- | --------------------- | ------ |
| Oclusiva    | p /p/, b /b/ | t /t/, d /d/         | j /dʒ~j~ʒ/a lj /ʎ/ | k /k/, g /ɡ/          | q /q/                 |        |
| Fricativa   | v /v~w/a     | s /s/, z /z/ th /θ/b | j /dʒ~j~ʒ/a lj /ʎ/ | gh /ɣ~ʁ̝/c kh /x~ɣ~h/b | gh /ɣ~ʁ̝/c kh /x~ɣ~h/b | h /h/  |
| Aproximante | v /v~w/a     | r /r/, rh /r̥/, l /l/ | j /dʒ~j~ʒ/a lj /ʎ/ |                       |                       |        |
| Nasal       | m /m/        | n /n~ŋ~ɴ/d           | ñ /ɲ/              | n /n~ŋ~ɴ/d            | n /n~ŋ~ɴ/d            |        |

Notas:
a. < v > y < j > varían alofónicamente entre una aproximante y una fricativa dependiente del hablantes y del contexto fonético.
b. < th > y < kh > no aparecen en palabras nativas valirias, sino solo en algunos préstamos, como el término dothraki arakh.
c. < gh > puede ser una velar fuerte para algunos hablantes, o una uvular para otros, respondiendo a variantes regionales y no a diferencias fonémicas.
d. < n > se asimila de manera natural al lugar de articulación de la siguiente consonante cuando es velar o uvular.
En cuanto a los fonemas vocálicos se diferencias las siguientes unidades:
|         | Anterior                  | Central      | Posterior    |
| ------- | ------------------------- | ------------ | ------------ |
| Cerrada | ī, i [‌iː, i] ȳ, y [‌yː, y] |              | ū, u [‌uː, u] |
| Media   | ē, e [‌eː, e]              |              | ō, o [‌oː, o] |
| Abierta |                           | ā, a [‌aː, a] | ā, a [‌aː, a] |

Las vocales con un macrón sobre ellas (ī, ȳ, ū, ē, ō y ā) son vocales largas, por lo que su duración es doble que las vocales cortas (sin macrón). En alto valirio, algunas palabras se distinguen únicamente por la cantidad vocálica (como sucede en latín o griego clásico). Las vocales redondeadas < ȳ > y < y > pueden elidirse en alto valirio moderno, y de hecho han desaparecido en todas las lenguas descendientes modernas. Como resultado, aunque el primer nombre en Daenerys Targaryen se articulado generalmente como [dǝ.ˈnɛː.ɹɪs] en la versión televisiva adaptada de Juego de Tronos, la pronunciación completa en alto valiria es más cercana a [ˈdae̯.ne.ɾys], con un diptongo en la primera sílaba y una vocal reondeada en la última. 